# Île Akun
L'île Akun (en aléoute : Akungan ; en russe : Акун)  est une île du groupe des Îles Fox appartenant aux îles Aléoutiennes en Alaska (États-Unis).
Située à l'est de l'île Akutan et au sud-est de l'île Unimak, l'île Akun est longue de près de 23 km et large de 18 km. Elle couvre une superficie de 167 km2. 